# Melanie Adler (Schauspielerin)
Melanie Adler (* 1976 in Stade) ist eine deutsche Schauspielerin und Sprecherin.

## Leben
Melanie Adler wurde in Stade geboren und wuchs in Bremervörde auf. Nach der Schule zog sie zunächst für vier Jahre nach Bremen, wo sie Schauspielunterricht erhielt. Von 2003 bis 2006 absolvierte sie eine Schauspielausbildung an der Schule für Schauspiel Hamburg. Inzwischen lebt sie mit ihrer Familie in Schleswig-Holstein, an der Grenze zu Hamburg.

## Filmographie
- Gigant der Nordens (2015)
- Notruf Hafenkante (2015)
- Zweimal lebenslänglich (2015)
- Tatort: Fegefeuer (2016)
- Soko Wismar – Strawberry Fields (2016)
- Mein Sohn der Klugscheißer (2016)
- Notruf Hafenkante (2017)
- Tatort Dunkle Zeit (2017)
- Polizeiruf 110 In Flammen (2017)
- Aus dem Nichts (2017)
- Fischer sucht Frau (2018)
- Gipsy Queen (2019)
- Tatort: National feminin (2019)
- Die Pfefferkörner (2019)
- Tatort Borowski und die Angst der weißen Männer (2021)
- Plötzlich so still (2020)
- Kein einfacher Mord (2020)
- Das Licht in einem dunklen Haus (2021)
- Grossstadtrevier – Mitschuld (2021)
- Der Flensburg-Krimi – Der Tote am Strand (2021)
- So laut du kannst (2022)
- Another Monday (2022)
- Nord bei Nordwest – Canasta (2022)
- Ostfriesenwut (2022)
- Then You Run (2023)
- Tatort: Verborgen (2023)
- Notruf Hafenkante – Funkstille (2023)
- Stralsund – Tote Träume (2023)
- Du wolltest es auch (2024)